# Abu Said Uthman III
Abu Said Uthman III, född 1383, död 1420, var regerande sultan av Marocko mellan 1398 och 1420. Han tillhörde marinidernas dynasti.